# دوايت سميث يونغ
دوايت سميث يونغ (بالإنجليزية: Dwight Smith Young)‏ هو فيزيائي ومصور أمريكي، (و. 1892 – 1975 م).